# Jitze Pieter van Dijk
Jitze Pieter van Dijk (Gauw, 16 november 1922 - Kiesterzijl, 15 april 1945) was een Nederlandse verzetsstrijder. Hij verloor aan het einde van de Tweede Wereldoorlog het leven in een vuurgevecht.

## Levensloop
Van Dijk werd geboren als vierde van negen kinderen in een boerengezin. Op het moment dat de Tweede Wereldoorlog uitbrak woonde het gezin in het Friese Hitzum. Zijn broer Yzne overleed in augustus 1944 in Kamp Ommen aan keelkanker. Hij zat daar omdat hij verdacht werd van zwarthandel. Jitze Pieter van Dijk was de drijvende kracht achter het verzet in Wester-Hitzum. Op zijn initiatief werden op de boerderij van zijn ouders de wapens van de knokploeg-Franeker van Folkert de Jong verstopt. Verder hielden verschillende onderduikers zich daar schuil. Van Dijk haalde bovendien al zijn broers over om zich aan te sluiten bij de Binnenlandse Strijdkrachten.
Aan het einde van de oorlog zat Van Dijk ondergedoken in Deersum. In april 1945 rukten de Canadezen snel op door de noordelijke provincies. Vanuit Leeuwarden kregen de Binnenlandse Strijdkrachten in Franeker de opdracht om een terugtocht van de Duitsers richting Harlingen te voorkomen. Van Dijk maakte deel uit van een van de drie groepen die daar zorg voor moesten dragen. Bij Kiesterzijl legde deze groep een hinderlaag. Zij overvielen een Duitse colonne. Aan de kant van de Duitsers vielen tien slachtoffers. Van Dijk werd echter ook dodelijk getroffen. 